# El-Boudali Safir
El-Boudali Safir, né à Saïda le 13 janvier 1908 et mort à Paris 13e le 31 mai 1999, est un professeur de lettres, musicologue et essayiste algérien. C'est un acteur important de vulgarisation et de la renaissance de la musique arabo-andalouse en Algérie et plus globalement de la musique traditionnelle algérienne.

## Biographie
El-Boudali Safir est né à Saïda en 1908, d'une vieille et grande famille de Mascara. Il est le frère d'Abdelkader Safir, considéré comme le doyen de la presse algérienne. Il est diplômé de l’École de Bouzareah, puis se présenta au concours de l’École normale supérieure de Saint-Cloud sans suite. Il sera successivement professeur de lettres au lycée de Mascara avant celui Tiaret, Mostaganem puis d'Orléansville (Chlef). 
Mélomane, essayiste, conférencier, polémiste et érudit, El-Boudali faisait partie de l'élite algérienne musulmane francophone. Il fonde avec son ami, futur journaliste Mahmoud Benkritly, l’Union littéraire de Mostaganem ; ce cercle culturel passera sous le contrôle de l’ENA à celui du PPA. Il fonde également avec d'autres essayistes Mohammed Dib, Mouloud Feraoun, Mouloud Mammeri, Kateb Yacine, Albert Camus, Louis Julia, Emmanuel Roblès et Zerrouki l'école d'Alger des revues littéraires et artistiques qui a publié des œuvres de référence : Forges, Soleil et Simoun.
El Boudali Safir, nommé à la libération "directeur littéraire et artistique des émissions en langues arabe et kabyle" de Radio-Algérie, se spécialise, dans le patrimoine musical algérien et notamment la littérature populaire et la musique traditionnelle, tout genres confondus. Il publie de nombreux écrits sur les textes poétiques de type zadjal, mouachah ou melhoun, sur les poètes eux-mêmes, ainsi que sur la musique savante, populaire, citadine ou bédouine. Il est l'un des animateurs de la renaissance musicale en Algérie, il intitulera successivement les principaux articles qu'il publiera : musique arabe en Algérie ; la musique arabe classique et la musique classique algérienne. 
Il a établi les premiers jalons de la structuration en école du patrimoine musical andalou en Algérie, dès les années 1930 et 1940, qu’il consigne définitivement par une édition monumentale de disques consacrés à cette musique et à l'occasion du 1er Festival national algérien de musique andalouse en 1967. Il le fera également en 1969 et en 1972, à l’occasion des 2e et 3e éditions de cette manifestation, ainsi que celle de la Semaine culturelle de Constantine en 1968. 
À Radio-Algérie, Boudali Safir dirige dès 1944 les émissions littéraires et artistiques en langue arabe et berbère. Il va mettre en place cinq orchestres musicaux dont le chaâbi avec Hadj El Anka, le kabyle avec cheikh Noureddine, le moderne avec Mustapha Skandrani et le madih dini. En 1946, il baptise le genre d'El Anka du mot « populaire » (devenu plus tard chaâbi) pour le distinguer du classique andalou à travers la radio. 
Après l’indépendance, El Boudali Safir occupe le poste de conseiller technique au ministère de l’Éducation nationale en 1969. Il est en 1971, conseiller littéraire à la Société nationale d’édition et de diffusion et conseiller artistique à la RTA, avant de se consacrer pleinement au mouvement associatif. Il est élu  président à vie de l’association culturelle dite «Société des Beaux-Arts et des Lettres» d'Alger, en 1972. Boudali Safir a été également l'un des principaux fondateurs ou animateurs de nombreuses associations musicales comme « El Mossilia », « El Fakhardjia » et « El Guarnatia ». 
Il a participé à de nombreux colloques, séminaires, rencontres internationales où il représente l’Algérie dans le domaine musical, ainsi que dans l’Organisation africaine de radio et de télévision. El Boudali Safir se retire de la scène artistique en 1985. Il quitte l'Algérie en 1987, pour s'installer à Paris, où il est mort en 1999, dans l’anonymat sans qu’aucune institution algérienne ne lui rende hommage.

## Hommage
L'Académie de musique arabe l'a honoré, à titre posthume, le 3 mai 2001. La wilaya de Mascara lui a rendu hommage, en organisant un festival de la chanson andalouse et châabie, qui a eu lieu à l'automne 2001.

## Publications
- Musique arabe en Algérie
- La musique arabe classique
- La musique classique algérienne
- La musique classique algérienne ou l'éternel message andalou
- Voyage poétique, les Ghazels de Hafis
- Boumédiène Bensahla, poète populaire